# Auguststrasse
Auguststrasse, tysk stavning: Auguststraße, är en omkring 950 meter lång gata i stadsdelen Mitte i Berlin. Gatan går i öst-västlig riktning genom den gamla stadsdelen Spandauer Vorstadt.

## Sträckning
Auguststrasse börjar i väster vid Oranienburger Strasse och löper därifrån österut till Kleine Rosenthaler Strasse. Numreringen följer den äldre hästskoprincipen, med nummer 1 i hörnet med Oranienburger Strasse, längs gatans södra sida till östra änden och därifrån tillbaka västerut på den norra sidan, med nummer 92 på andra sidan gatan från nummer 1. Gatan räknas ofta felaktigt till Scheunenviertel, men i egentlig mening är det bara den korta biten öster om Rosenthaler Strasse som faktiskt tillhör området.

## Historia

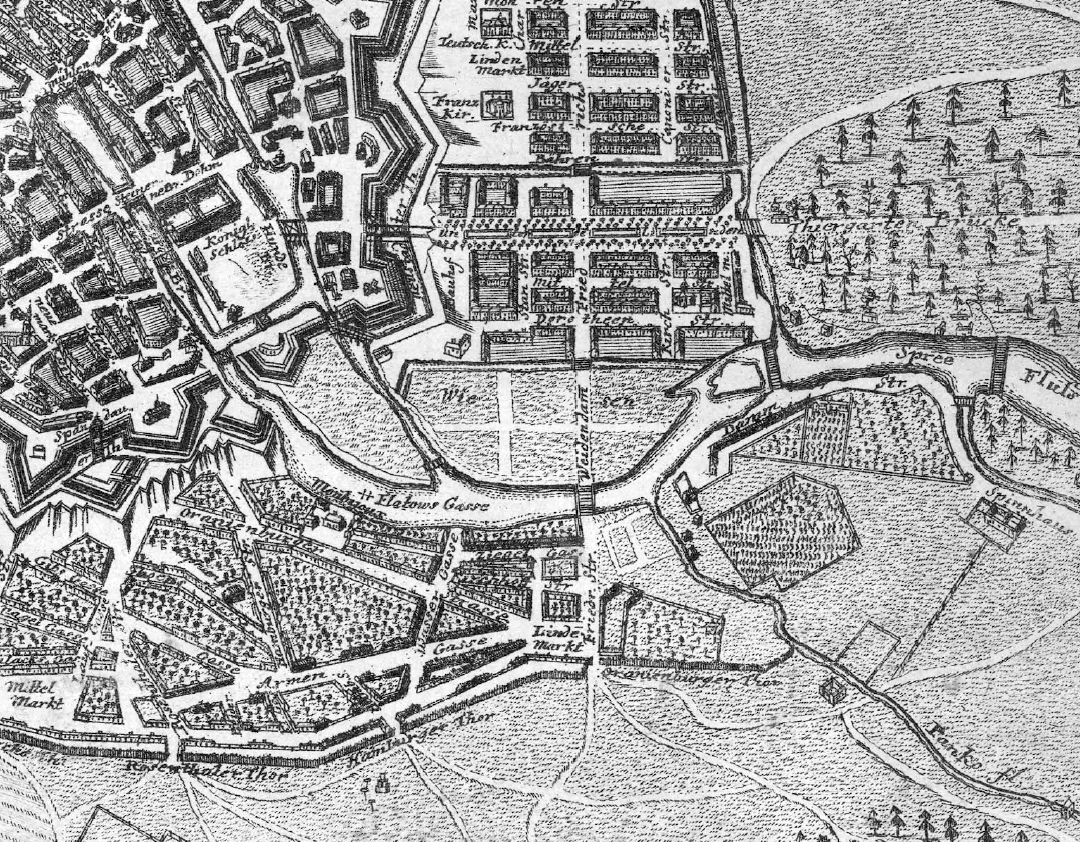
På denna detalj från Dusableaus karta över Berlin från 1723 syns Armengasse som en gata i bildens nedre del. Norr är nedåt i bilden.

Området där gatan senare kom att anläggas låg under 1600-talet mellan landsvägarna som ledde ut från staden i riktning mot Spandau västerut och Hamburg åt nordväst, en kort sträcka utanför stadsporten Spandauer Tor som låg i trakten av nuvarande Hackescher Markt. Här låg en sandig kulle där man från 1701 under några år tillfälligt reste staden Berlins avrättningsplats. Omkring 1705 anlades gränden Armesündergässchen här när förstaden Spandauer Vorstadt gradvis växte upp utanför de gamla fästningsverken.
År 1708 grundade Christian Koppe ett fattighus för kvinnor på det som senare blev tomten nummer 59. Beteckningen Armen-Gasse på gatan är dokumenterad från 1723, och redan då hade tomterna vid gatan nästan helt bebyggts med bostadshus, huvudsakligen låga fackverkshus. Senast 1739 hade gatan bytt namn till Hospitalstrasse. År 1833 fick gatan slutligen det officiella namnet Auguststrasse, efter prins August av Preussen, som deltog som general i Napoleonkrigen och var brorson till kung Fredrik II.
I mitten av 1800-talet revs de ursprungliga låga husen i området och nya flervånings hyreskaserner uppfördes. Gatan beboddes till stor del av judiska familjer som satte sin prägel på hela området, fram till förföljandet av judar under Nazityskland under 1930-talet och Förintelsen. Vid gatan låg ett judiskt sjukhus på nummer 14–16 och en judisk flickskola på nummer 11–13. Till minne av de boende längs gatan som deporterades under Nazityskland har nio snubbelstenar lagts ned på olika ställen på gatan.
Efter slutet på andra världskriget var några hus skadade eller förstörda, men kom stegvis att repareras eller återuppbyggas. Senare under DDR-epoken kom husen att underhållas dåligt och restaureringar utebli, dels eftersom ägarförhållandena efter kriget ofta var oklara och dels på grund av de kommunala bostadsförvaltningarnas mycket begränsade resurser.

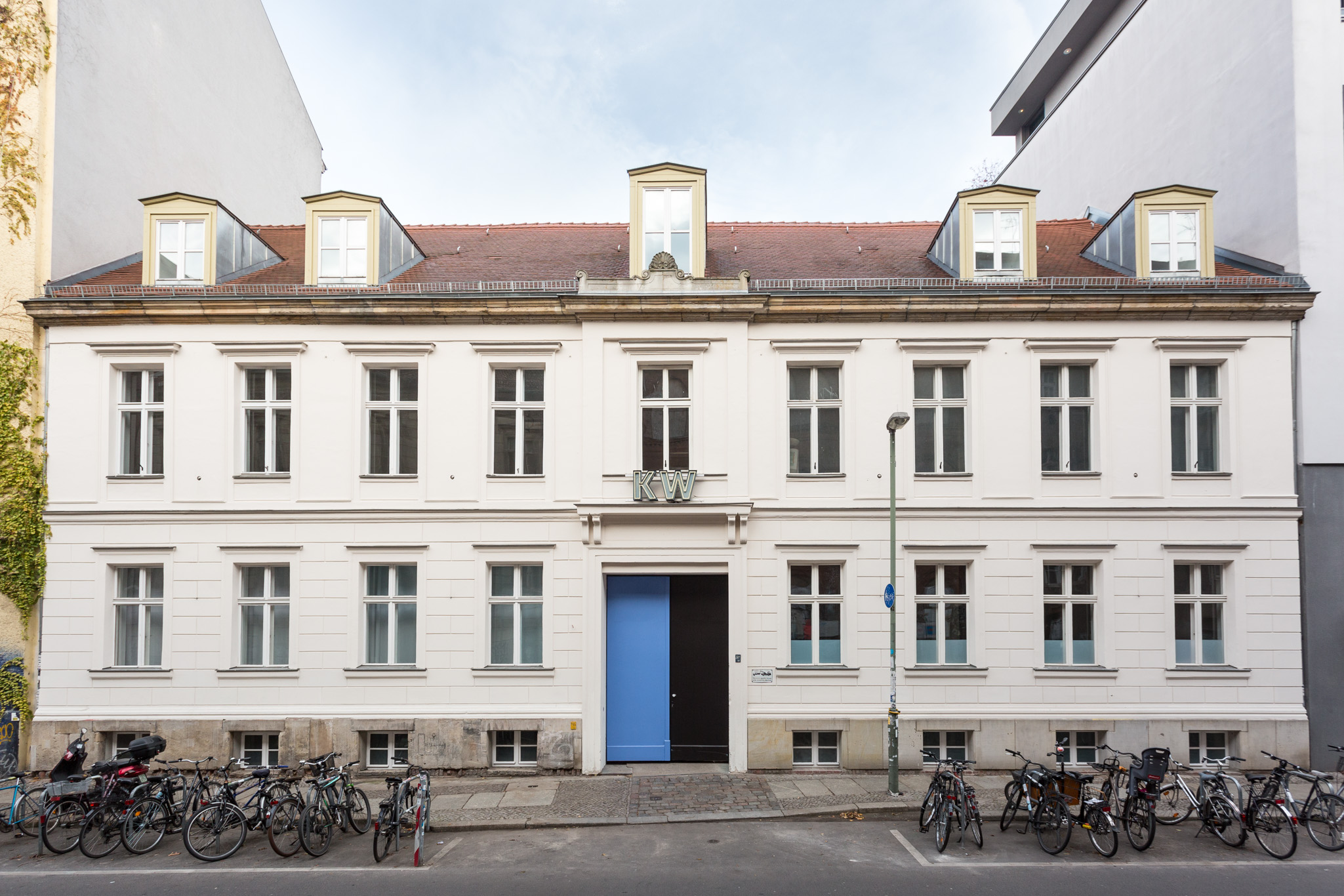
Ingången till Kunst-Werke Berlin.

Efter Berlinmurens fall 1989 blev Auguststrasse ett viktigt mål för husockupanter. Dessutom kom många verksamheter att starta längs gatan med kultstatus bland både turister och Berlinbor, som Kunst-Werke i en tidigare margarinfabrik. Gallerister hyrde in sig i övergivna företagslokaler, som exempelvis konstgalleriet Eigen-Art i ett tidigare tvätteri. Från 1993 till 2008 var Spandauer Vorstadt föremål för ett omfattande renoveringsprogram, så att många fastigheter kunde privatiseras och renoveras med hjälp av stödpengar. Många hus i området tillhör fortfarande det kommunala bostadsbolaget i Mitte. Därigenom kom många nya eller tillfälliga möjligheter för nya hyresgäster att öppnas.
1800-talshusen försågs delvis med nya stuckfasader efter historiska förlagor. Invändigt gjordes ofta en ny uppdelning av lägenheterna då lägenheternas tidigare standard och rumsstorlekar inte längre motsvarade moderna önskemål. Även de Plattenbauten som uppförts i DDR under 1980-talet renoverades och moderniserades.
I gatuplanet kom gatan att snart utvecklas till ett verkligt konststråk och fram till 2014 kom sammanlagt 60 konstgallerier att slå sig ned här. På grund av gentrifiering och kraftigt stigande hyror har därefter vissa gallerier stängt och verksamheten vid gatan kommit att bli mer blandad. Vartannat år är Auguststrasse centrum för Berlinbiennalen för samtidskonst.

## Byggnader
- I höjd med Auguststrasse 9 finns en ingång till Heckmann-Höfen som sträcker sig genom kvarteret ända till Oranienburger Strasse.
- På Auguststrasse 11–13 ligger den tidigare judiska flickskolan, uppförd 1927 till 1930 efter ritningar av Alexander Beer.
- På adressen Auguststrasse 14–16 låg fram till början av 1900-talet det judiska sjukhuset. Byggnaden Auguststrasse 14–15 uppfördes 1858 till 1861 efter ritningar av Eduard Knoblauch. De första patienterna kunde flytta in i september 1861. På grund av närheten till Sankt Hedvigssjukhuset som successivt byggdes ut i närheten kom dock det judiska sjukhuset att så småningom att byggas om. Det blev istället härbärge för invandrade judar från Östeuropa och därefter från 1922 barnhemmet Beit Ahawah. På grund av att de flesta barnen från barnhemmet utvandrat under 1930-talet, kom istället myndigheterna att från 1941 använda byggnaden som offentligt barnhem för föräldralösa. I slutet av kriget kom sjukhusbyggnaden att användas som uppsamlingsläger för gamla och sjuka judiska invånare, som härifrån deporterades till koncentrationsläger. Dokumentären Das Kinderheim in der Auguststrasse behandlar byggnadens historia. Efter kriget låg istället Max Planck-skolan här fram till 1983. Gatuhuset i tre våningar står sedan dess tomt.
- I skolbyggnaden Auguststrasse 21 låg ursprungligen den 10:e stadsrealskolan. På 1940-talet blev det en yrkesskola. Under DDR-tiden användes byggnaden av den 11:e polytekniska gymnasieskolan och från 1970 blev byggnaden ett gymnasium för ungdomar med synnedsättningar. Efter Tysklands återförening flyttade det kommunala kulturhuset i Mitte in 1999, som tidigare låg på Rosenthaler Strasse 51. År 2011 öppnade ett annex  till grundskolan vid Koppenplatz i lokaler här. Ostfasaden på sidoflygeln har en uttrycksfull utformning i tegel och har en restaurerad mosaikfris under takfoten. I gatuhuset har det senare bland annat flyttat in ett galleri och en barnateljé.

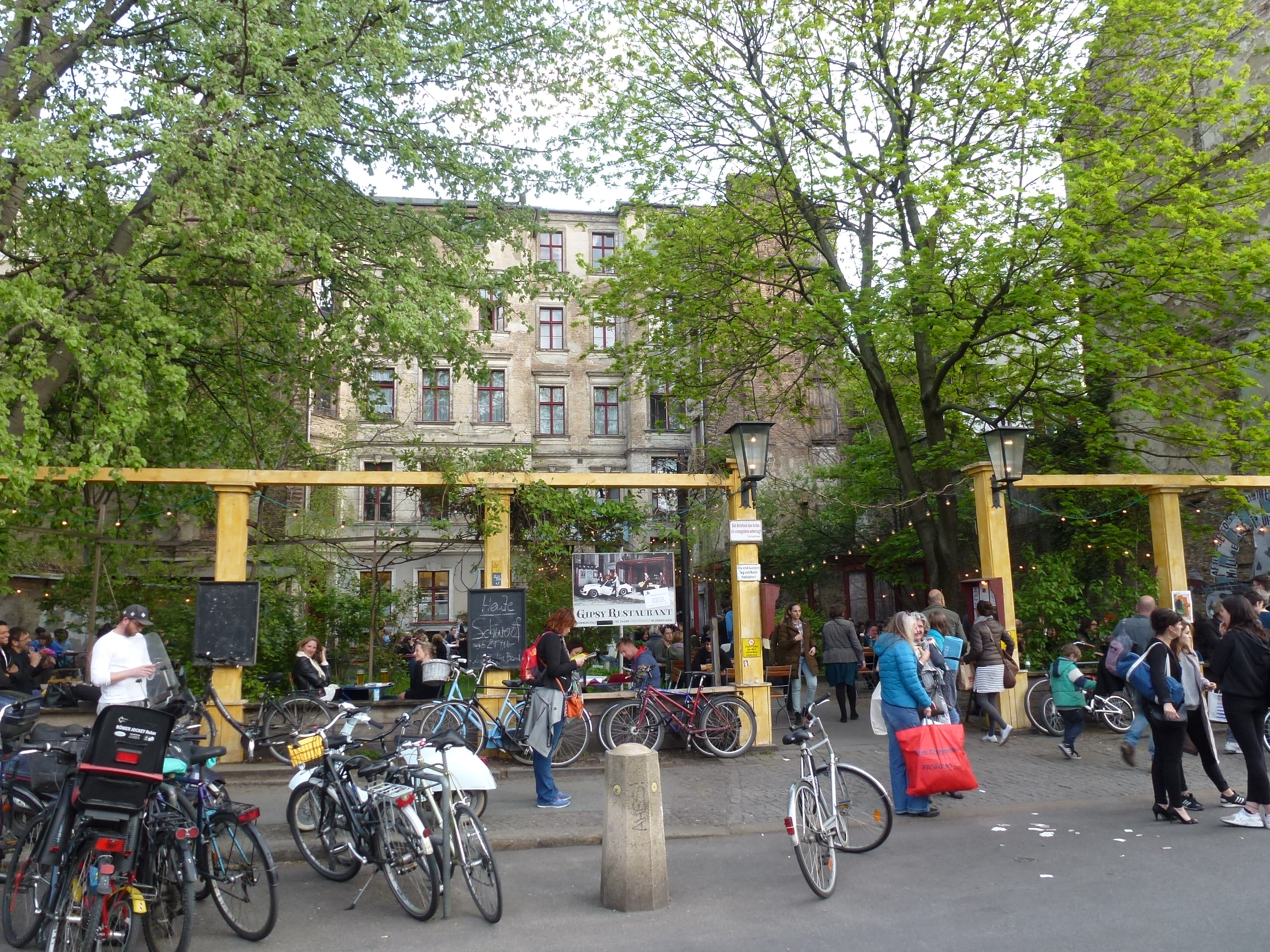
Gallery Weekend utanför Clärchens Ballhaus.

- I gårdshuset Auguststrasse 24–25 ligger Clärchens Ballhaus, en danslokal öppnad 1913 som är känd för sin mer än 100-åriga obrutna tradition och bevarade originalinredning. Lokalens autentiska originalmiljö har därför också använts vid filminspelningar. Gatuhuset förstördes i andra världskriget så att ingången idag är direkt över den tidigare innergården.
- Nummer 68 var från 2010 till 2020 utställningslokaler för Collectors Room Berlin, en konstsamling tillhörande Wella-styrelseordföranden Thomas Olbricht.
- På Auguststrasse 75 ligger Alfred Erhardt-stiftelsens kontor. Stiftelsen organiserar konstutställningar från hela Tyskland.